# Separação magnética

Ilustração de uma Separação magnética.

A Separação magnética é um método de separação de misturas heterogêneas de componentes sólidos, mais especificamente para separação de misturas contendo ferro magnético como o cobalto, o níquel e, principalmente, o ferro. Utilizando um imã (para separação em pequena escala) ou um eletroímã (para larga escala) é possível separar a substância magnética do resto da mistura, como por exemplo, separar areia da limalha de ferro, a linha de costura da agulha ou o enxofre da limalha de ferro.
O processo de separação magnética é muito utilizado na área de  processamento  de minérios para concentração e/ou purificação de  muitas  substâncias minerais, possibilitando separar o lixo de objetos de metal que serão reciclados. 
Na indústria, costuma-se usar ferramentas como: Polias motrizes magnéticas, Imãs suspensos, Grades magnéticas e Tambores magnéticos para que a separação magnética seja realizada para ação magnética
Método usado para separar metais ferromagnéticos, presentes em uma mistura, por meio da força de atração do ímã.

O uso do eletroímã é empregado de forma segura em usinas,indústrias, ferros-velhos, etc. Portanto, temos aqui um exemplo simples de como ocorre esse processo: Suponhamos que você tenha uma mistura complexa de pregos em meio ao sal. Como retirar um dos componentes de maneira rápida e precisa?

Você pode recorrer à separação magnética e, dessa forma, atrair o material magnético. No caso, o ferro. 

Ímã atraindo pregos de ferro.

A separação magnética só se torna possível quando um dos componentes for atraído pelo ímã.